# Bundesstraße 104
Pour les articles homonymes, voir Route 104.
La Bundesstraße 104 (abrégé en B 104) est une Bundesstraße reliant Lübeck à Ramin.

## Localités traversées
- Lübeck
- Selmsdorf
- Schönberg
- Rehna
- Gadebusch
- Lützow
- Schwerin
- Brüel
- Sternberg
- Güstrow
- Teterow
- Malchin
- Stavenhagen
- Neubrandenbourg
- Woldegk
- Strasburg
- Pasewalk
- Löcknitz
- Linken